# Citronella moorei
Citronella moorei es un árbol de las selvas y bosques lluviosos del este de Australia. Nombres comunes para esta especie incluyen churnwood, citronella, boj jabonoso (soapy box), haya sedosa (silky beech) y pana (corduroy).

## Descripción
Citronella moorei es un gran árbol logrando una altura de 50 metros y un diámetro de 2 metros. La copa es verde oscura y densa. Se identifica fácilmente por su tronco torcido y curvado.

### Corteza, tronco y hojas
La corteza es de color gamuza o grisácea, agrietada y corchosa. El tronco está irregularmente acanalado, torcido y estriado. El tronco con rara vez es redondo con la excepción de los árboles muy jóvenes. Con frecuencia el tronco es inclinado y curveado.
Las ramillas son moderadamente delgadas, verdes y lisas. Las yemas jóvenes están finamente vellosas. Las hojas son alternadas y finas. De 5 a 10 cm de largo y 4 a 6 cm de ancho. Las hojas no tienen las márgenes onduladas, y se desenfundan a una punta roma.
La nervadura es prominente en ambas superficies. La vena central y los cuatro a seis venas laterales están levantadas, conspicuas y más pálidas en el envés. 

### Flores, fruto y germinación
El período de floración es de mayo a septiembre. Las flores son verde cremosas en panículas extremas.
El fruto es una drupa negra, aproximadamente de 2 cm de largo. La parte exterior es húmeda y carnosa y la interior es dura. El fruto madura de diciembre a junio. Es comida por ave gato verde, paloma nudo de cabeza y la paloma wompoo de la fruta.
Se recomienda la remoción del arilo carnoso. La germinación de la semilla que se siembra fresca es lenta, comenzando después de aproximadamente seis meses y siendo completa después de 8 a 14 meses produciendo casi un 100% de tasa de éxito.

## Distribución y hábitat
Crece en suelos ricos y aluviales en bosques templados y subtropicales lluviosos. Es común en valles abrigados y cuestas. Se encuentra desde el Río Clyde, Nueva Gales del Sur   (35° S) hasta Mossman Queensland (16° S) en el trópico.

## Madera y usos
La madera es gris pálida, de grano cerrado con rayas conspicuas. La albura es susceptible a los barrenadores. 

## Galería

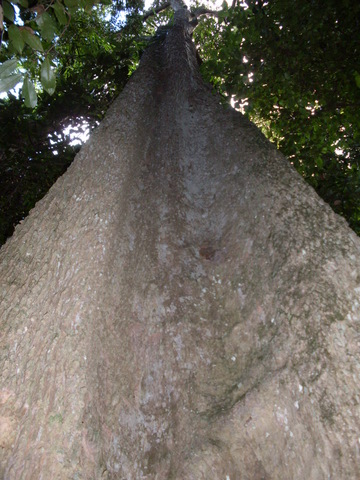
Citronella moorei en Nueva Gales del Sur
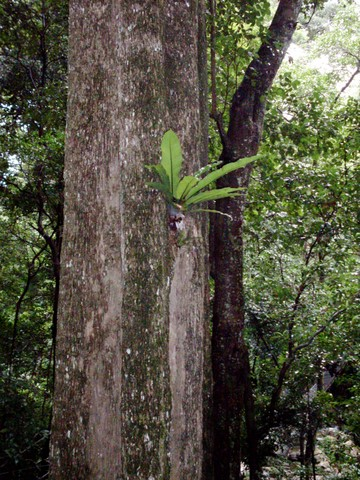
Citronella moorei en Nueva Gales del Sur
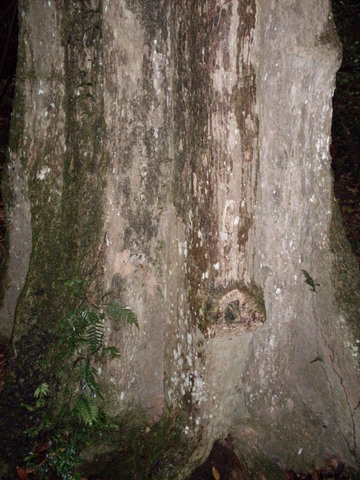
Citronella moorei en Nueva Gales del Sur

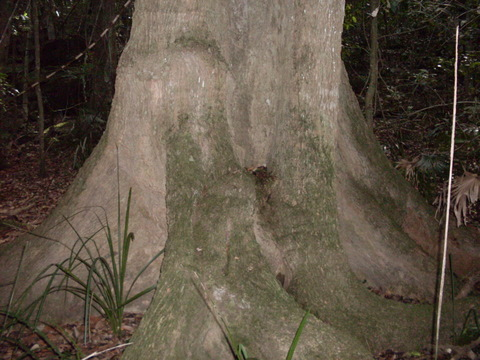
Citronella moorei en Nueva Gales del Sur
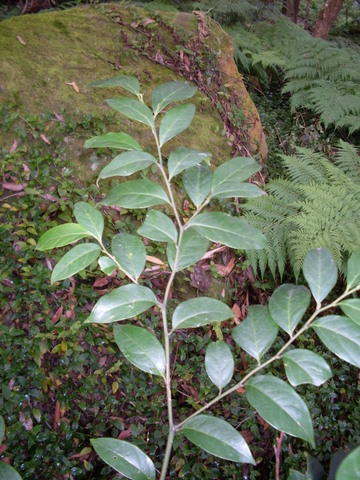
Ejemplar joven de Citronella moorei
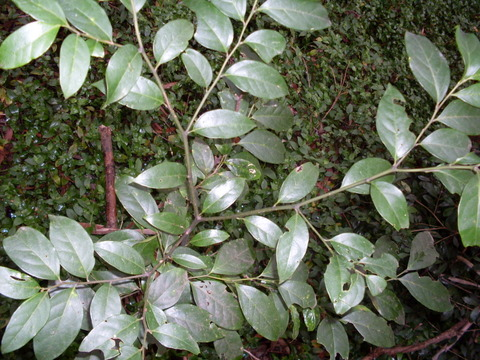
Ejemplar joven de Citronella moorei